# Réseau multidisciplinaire d'études stratégiques
Le Réseau multidisciplinaire d'études stratégiques (RMES) est une association regroupant des chercheurs belges travaillant sur les questions stratégiques créée en mars 2003.

## Historique
Pluraliste et politiquement neutre, indépendant politiquement comme financièrement, sa multi-disciplinarité provient de la diversité des origines académiques de ses auteurs (historiens, politologues, économistes, sociologues), tous docteurs, doctorants ou chercheurs et de leurs universités/centres de recherche dont ils sont issus (CED/IRSD, CAPRI, ERM, FUCAM, FUNDP, UCL, ULB, ULg). 
Parfois qualifié d'école stratégique belge, le RMES dispose d'une revue en ligne accessible gratuitement, Les Cahiers du RMES (www.rmes.be) publiée deux fois l'an, de notes d'analyses, d'une collection d'ouvrages aux Editions Bruylant, tandis que ses auteurs publient fréquemment dans les revues de référence et sont régulièrement appelés à collaborer avec les médias.